# Dni Muzyki Ukraińskiej w Warszawie
Dni Muzyki Ukraińskiej w Warszawie – festiwal muzyczny organizowany w Warszawie od 1999. Do 2024 miało miejsce jego dziesięć edycji.
Organizatorem festiwalu jest Fundacja Pro Musica Viva, a twórcą oraz dyrektorem artystycznym Roman Rewakowicz. 
Głównym celem Dni Muzyki Ukraińskiej jest uzupełnienie przestrzeni publicznej w Polsce o ukraińską muzykę klasyczną, głównie współczesną, wcześniej praktycznie nieobecną. Wydarzenie zainspirowane jest Międzynarodowym Festiwalem Kontrasty we Lwowie, którego twórcą jest również Roman Rewakowicz i gdzie obecna była muzyka polskich autorów.
Ze względów finansowych, kolejne edycje festiwalu organizowane były nieregularnie. Dopiero od 2019 Dni Muzyki Ukraińskiej odbywały się corocznie, dzięki m.in. wsparciu ze strony władz Warszawy.
Podczas Dni Muzyki Ukraińskiej wykonywane są utwory symfoniczne, kameralne i oratoryjne autorstwa kompozytorów z Ukrainy. W programie festiwalu prezentowano utwory kompozytorów, takich jak Mykoła Łysenko, Myrosław Skoryk, Wałentyn Silwestrow, Jewhen Stankowycz, Zoltan Almaszi, Bohdana Frolak, Jurij Łaniuk, Borys Latoszynski, Artem Wedel, Ołeksandr Szymko, Łew Rewucki. Piąta edycja zorganizowana pod hasłem „Witold Lutosławski i muzyka ukraińska”, zawierała utwory Witolda Lutosławskiego.

## Lista edycji festiwalu
Lista kolejnych edycji oraz kompozytorów, których utwory wykonano:
1. (6-8 grudnia 1999) - Aleksander Szczetyński, Walentyn Bibik, Jewhen Stankowycz, Mirosław Skoryk, Igor Szczerbakow, Jurij Łaniuk, Mykoła Dylecki, Dmytro Bortniański, Artem Wedel, Maksym Berezowski, Mykoła Łysenko, Kyryło Stecenko, Oleksandr Koszyć, Dmytro Kacał, Mykoła Leontowycz, Andrij Hnatyszyn, Oleksandr Jakowczuk, Stanisław Ludkewycz, Hanna Hawryleć, Walentyn Silwestrow, Borys Latoszyński[5]
2. (3-6 czerwca 2001) - Mykoła Łysenko, Denys Siczynski, Wasyl Barwiński, Bohdana Frolak, Jakiw Stepowyj, Łesia Dyczko, Anatolij Kos-Anatolski, Walentyn Silwestrow, Jurij Łaniuk, Jewhen Stankowycz[6]
3. (2-6 listopada 2004) - Mykoła Dylecki, Dmytro Bortnianski, Artem Wedel, Mychajło Werbycki, Mykoła Łysenko, Kyryło Stecenko, Bohdan Sehin, Lew Rewucki, Stefania Turkewycz, Borys Latoszynski, Wasyl Barwiński, Bohdana Frolak, Walentyn Bibik, Walentyn Silwestrow[7]
4. (15-21 października 2012) - Mirosław Skoryk, Wasyl Barwiński, Jewhen Stankowycz, Zoltan Almaszi, Oleksij Szmurak, Anna Korsun, Iryna Blochina, Olena Sierowa, Maksym Kolomijec, Mychajło Szwed, Bohdan Sehin, Stepan Dehtiarewski, Iwan Domaradzki, Mykoła Łysenko, Walentyn Silwestrow, Wiktor Kosenko, Jakiw Stepowyj, Kyryło Stecenko, Wasyl Barwiński, Nestor Nyżankiwski, Denys Bonkowski, Mykoła Kołessa, Dezyderij Zador, Oleksandr Szymko, Lubawa Sydorenko, Igor Szczerbakow[8]
5. (18-23 października 2019) - Bohdana Frolak, Andrij Merchel, Ołena Ilnycka, Jewhen Petryczenko, Oleksandr Szymko, Bohdan Sehin, Bohdan Кrywopust, Zoltan Almaszi, Witold Lutosławski, Walentyn Silwestrow, Wołodymyr Szumejko, Igor Szczerbakow, Jewhen Stankowycz, Oleh Kywa[9]
6. (6-11 września 2020) - Walentyn Silwestrow, Lubawa Sydorenko, Mychajło Szwed, Switłana Azarowa, Bohdan Sehin, Zoltan Almaszi, Ołeksandr Szymko[10]
7. (4-11 września 2021) - Jewhen Stankowycz, Zoltan Almaszi, Oleksij Retyński, Walentyn Silwestrow, Wołodymyr Zahorcew, Igor Szczerbakow, Wołodymyr Runczak, Oleh Kywa, Oleksandr Kozarenko[11]
8. (4-8 września 2022) - Walentyn Silwestrow, Oleh Bezborodko, Leonid Hrabowski, Juri Łaniuk, Oleksandr Szczetyński, Oleksandr Szymko, Zoltan Almaszi, Bohdana Frolak[12]
9. (3-10 września 2023) - Bohdana Frolak, Olena Ilnytska, Mykoła Dylecki, Jewhen Stanowycz, Zoltan Almaszi, Jewhen Orkin, Oleh Bezborodko, Bohdan Sehin, Mychajło Szwed, Myrosław Skoryk, Hennadij Laszenko, Igor Szczerbakow, Konstanty Wilenski[13]
10. (8-13 września 2024) - Wiktor Kosenko, Walentyn Sylwestrow, Maksym Berezowski, Dmytro Bortniański, Stepan Dechtiarew, Artem Wedel, Jurij Pikusz, Zoltan Almasz, Oleksandr Kozarenko[14]

Koncerty odbywały się w wielu miejscach Warszawy, najczęściej w Filharmonii Narodowej, Studiu Koncertowym Polskiego Radia im. Witolda Lutosławskiego oraz Kościele św. Krzyża.